# فاثي (إيثاكا)

فاثي هو تجمع سكني يقع في جزيرة إيثاكا، اليونان.